# Calyptrochaeta enervis
Calyptrochaeta enervis är en bladmossart som beskrevs av Andries Touw 1978. Calyptrochaeta enervis ingår i släktet Calyptrochaeta och familjen Hookeriaceae. Inga underarter finns listade i Catalogue of Life.